# Трубицино
Труби́цино (рос. Трубицино, марій. Трубицын) — присілок у складі Сернурського району Марій Ел, Росія. Входить до складу Казанського сільського поселення.

## Населення
Населення — 1 особа (2010; 0 у 2002).